# Школа права Мічиганського університету
Школа права Мічиганського університету (англ. University of Michigan Law School; Michigan Law) — юридична школа Мічиганського університету, державного дослідницького університету в Анн-Арбор, штат Мічиган. Заснована в 1859 році, школа пропонує програми магістра права, доктора юриспруденції і доктора юридичних наук.
Серед відомих випускників — судді Верховного суду США Френк Мьорфі, Вільям Руфус Дей і Джордж Сазерленд, а також низка державних лідерів і керівників компаній. Приблизно 98% випускників 2022 року були працевлаштовані протягом десяти місяців після закінчення школи; у 2023 році відсоток успішного проходження адвокатського іспиту з першого разу становив 95,45%, а відсоток проходження всіх випускників протягом двох років становив 99,20%.
У школі навчається близько 976 студентів і працює близько 107 штатних викладачів і 76 позаштатних викладачів.

## Історія

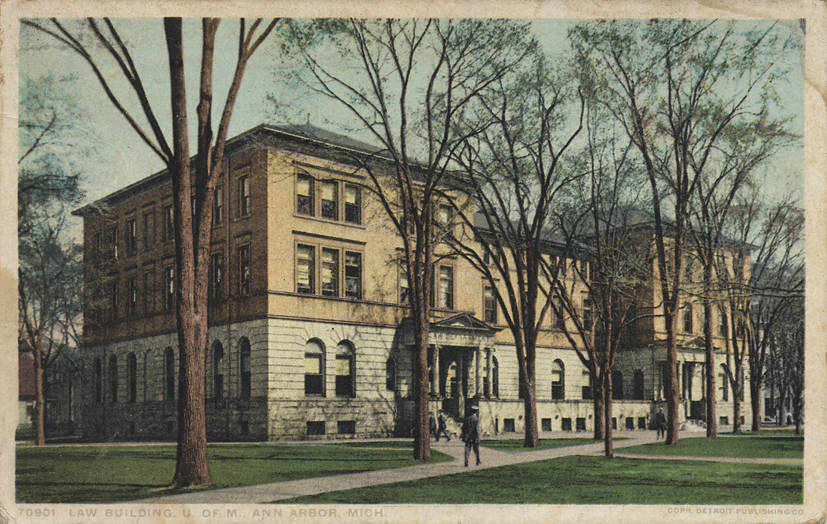
Будівля Школи права Мічиганського університету, прибл. 1910s

Школа права була заснована в 1859 році. Зокрема, в Університеті Мічигану була заснована кафедра права з трьома позаштатними викладачами та 90 студентами. На першому засіданні юридичного факультету в жовтні 1859 року деканом факультету було обрано суддю Верховного суду Мічигану Джеймса В. Кемпбелла. Кемпбелл залишався деканом до 1871 року. В 1853 році кафедрі права виділили окрему будівлю.
У 1868 році Габріель Франклін Гарґо закінчив Школу права Мічиганського університету, ставши другим афроамериканцем, який закінчив юридичну школу у США. У 1871 році Сара Кілґор, яка закінчила Школу права Мічиганського університету, стала першою жінкою, яка закінчила юридичну школу і була прийнята до адвокатської колегії.

## Рейтинги

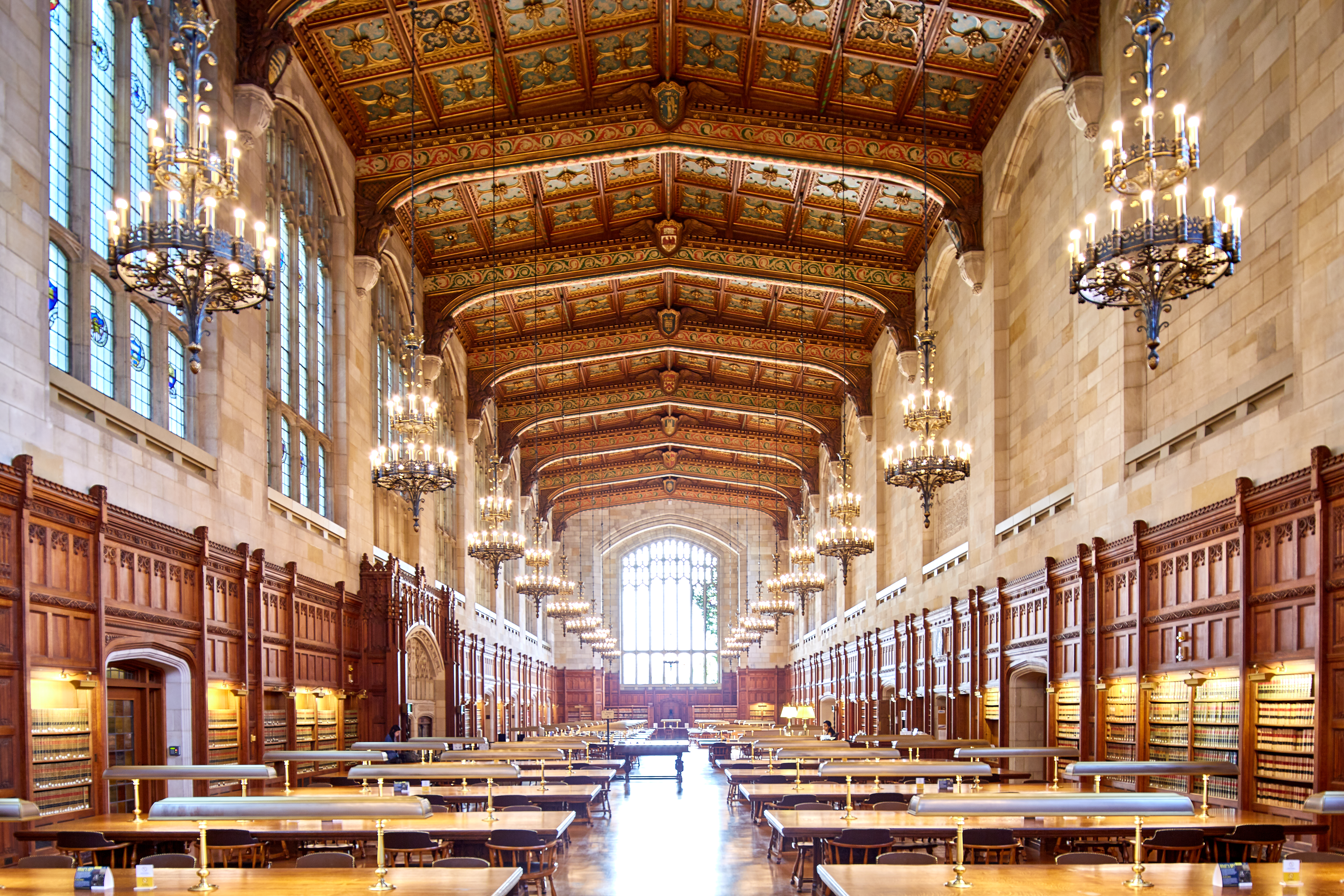
Юридична бібліотека

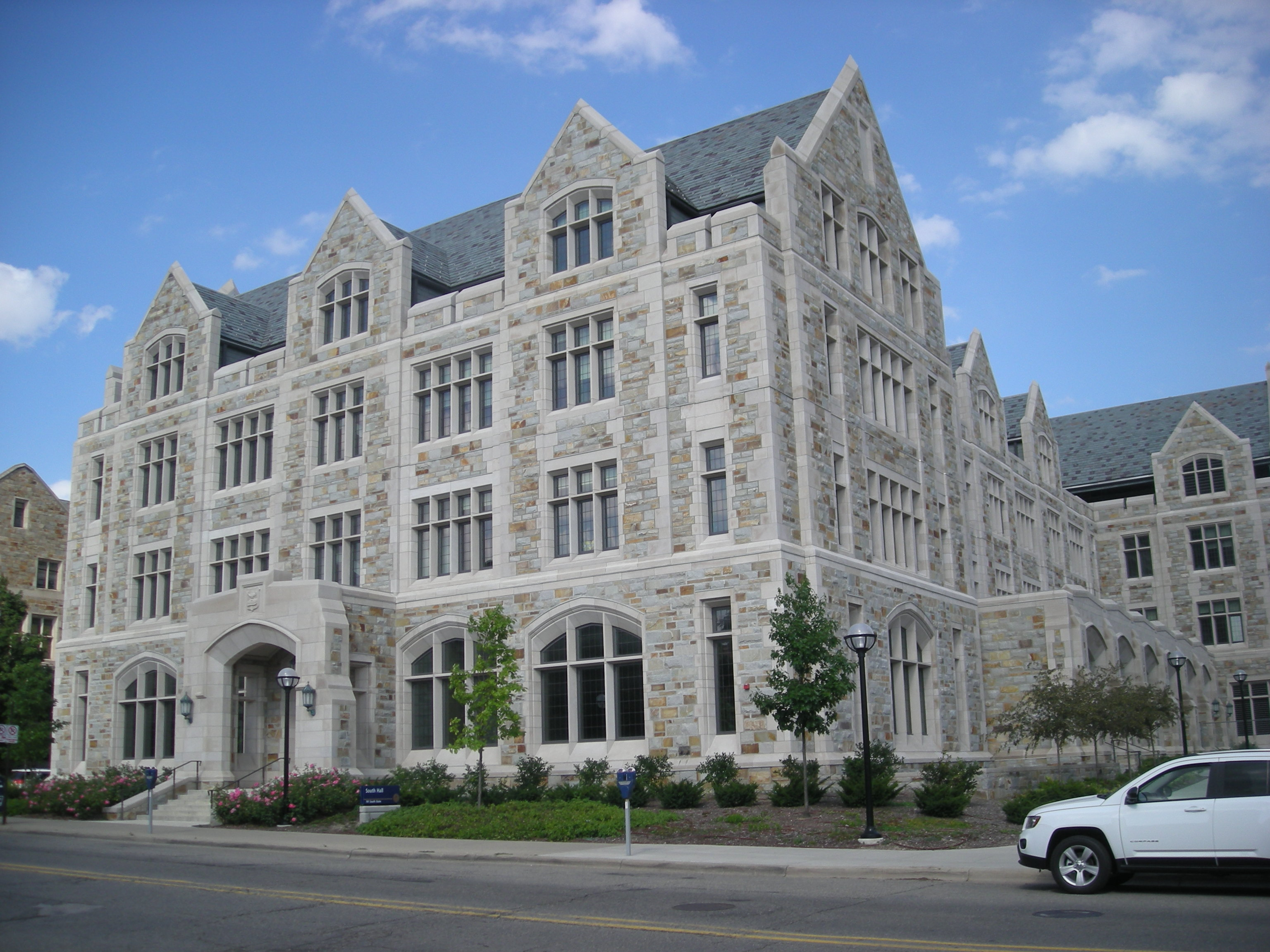
Джеффріс-хол

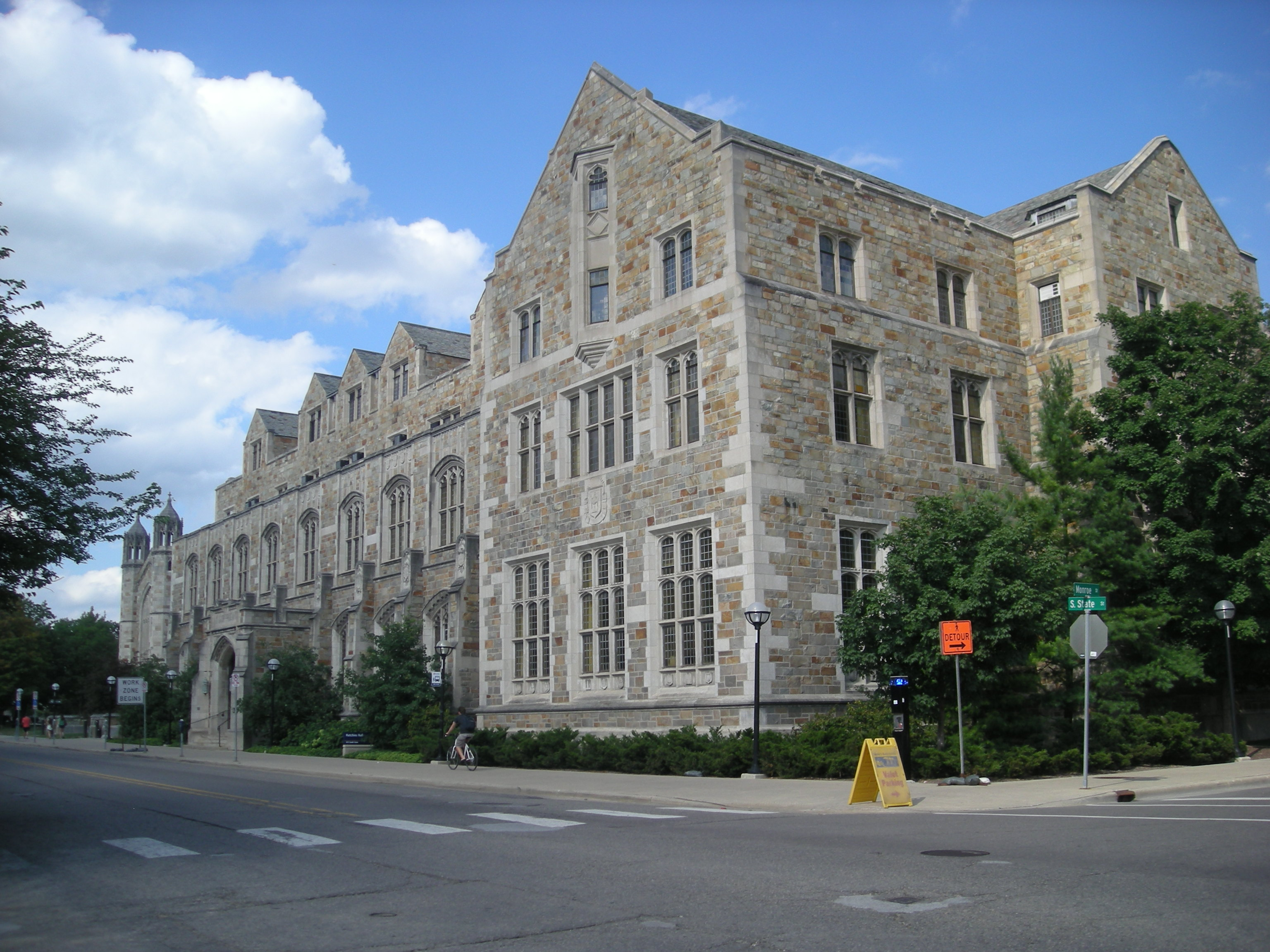
Гатчінс-хол

У 2023 році за рейтингом видання US News & World Report Школа права Мічиганського університету посіла 10 місце в рейтингу найкращих юридичних шкіл США.

## Вступна статистика
Під час вступної кампанії 2023 року 6253 осіб подали заяви на вступ до Школи права Мічиганського університету, з яких прийняли 845 осіб. З цих 845 осіб до Школи вступили 307, або 36,33% від кількості прийнятих осіб.  50-процентиль балів LSAT (вступний іспит на юридичні факультети та школи) для вступників становив 171, а 50-процентиль GPA (стандартизований тест для випускників шкіл) становив 3,83.

## Студентські юридичні журнали
Студенти Школи права Мічиганського університету видають кілька юридичних журналів  на додаток до журналу Michigan Law Review, шостого найстарішого юридичного журналу в США.  До них належать:
- University of Michigan Journal of Law Reform [8][10]
- Michigan Journal of International Law [8][11]
- Michigan Journal of Gender and Law [8][12]
- Michigan Journal of Race & Law [8][13]
- Michigan Telecommunications and Technology Law Review [8][14]
- Michigan Journal of Enviornmental and Administrative Law [8][15]
- Michigan Business & Entrepreneurial Law Review, раніше Michigan Journal Private Equity and Venture Capital Law [8][16]

Членство в журналі отримується через участь у письменницьких конкурсах.

## Навчальні програми
Школа права Мічиганського університету пропонує навчальні програми для здобуття ступенів доктора юриспруденції, магістра права, магістра порівняльного правознавства та доктора юридичних наук. Навчальна програма для здобуття ступеню доктора юриспруденції розрахована на три роки. Протягом трьох років студенти вивчають обов'язкові предмети та курси (цивільний процес, конституційне право, договірне право, кримінальне право, право власності, позадоговірні зобов'язання з відшкодування шкоди та ін.), а також мають предмети на вибір. Крім того, для здобуття ступеню від студентів вимагається: пройти курс з міжнародного та порівняльного права, адміністративного права, правової етики та професійної відповідальності, писати письмові роботи, та взяти участь в експериментальному навчанні.
Навчальна програма для здобуття ступеню магістра права розрахована на один навчальний рік (з серпня по травень). Обов'язковим предметом для здобуття ступеню магістра права є «Вступ до конституційного права та американського правового процесу» або «Вступ до конституційного права». Крім того, кандидат на ступінь магістра права повинен пройти курс, який можна зарахувати як незалежне дослідження.
Навчальна програма для здобуття ступеню доктора юридичних наук розрахована на максиму 6 років, тобто студент має здобути ступінь максимум за 6 років навчання, але може здобути ступінь і раніше. Від кандидатів на здобуття ступеню доктора юридичних протягом першого року вимагається проживати в студмістечку та відвідувати колоквіуми з міжнародного та порівняльного права, та представляти проміжні результати своїх досліджень на цих колоквіумах. Очікується, що наприкінці першого року, студент пройде іспит на кандидата, після цього, в студента є кілька років, щоб завершити здобуття ступеню, працюючи над дисертацією. Для здобуття ступеню кандидат повинен скласти усний іспит, а також сертифікаційна комісія має підтвердити якість написаної роботи, так, що вона може бути опублікована.
Школа права Мічиганського університету пропонує подвійні ступені Доктор юриспруденції/Магістр ділового адміністрування, Доктор юриспруденції/Магістр суспільної охорони здоров'я, Доктор юриспруденції/Магістр адміністрування охорони здоров'я, Доктор юриспруденції/Магістр соціальної роботи, Доктор юриспруденції/Доктор філософії (економіка), Доктор юриспруденції/Магістр урбаністичного планування, Доктор юриспруденції/Магістр державного управління, Доктор юриспруденції/Магістр наук (інформаційні системи), Доктор юриспруденції/Магістр мистецтв (світова політика), Доктор юриспруденції/Магістр наук (навколишнє середовище та сталий розвиток), та Доктор юриспруденції/Магістр міжнародних та регіональних досліджень.

## Юридичні центри
При Школі права Мічиганського університету діють наступні юридичні центри: Центр міжнародного та порівняльного права, Центр емпіричних правових досліджень, Центр фінансів, права та політики, Інформаційний центр судових процесів щодо цивільних прав, Інститут безперервного юридичного навчання.

## Працевлаштування та вартість  навчання
Згідно з інформацією за 2023 рік, яку повинні публікувати юридичні школи на вимогу Американської асоціації юристів, 98% випускників  2023 року були працевлаштовані або прагнули отримати вчений ступінь. Зокрема, 94,2% випускників, отримали роботу, що вимагала ступінь доктора юриспруденції  З випуску 2023 року 55% працювали в юридичних фірмах, у штаті яких більш ніж 100 юристів , а 18% отримали посади помічників суддів. Показник неповної зайнятості становить 5,8%, що вказує на відсоток випускників 2023 року, які є безробітними, здобувають додатковий ступінь або працюють на непрофесійній, короткостроковій роботі або працевлаштовані на неповний робочий день, через дев’ять місяців після закінчення навчання. Більшість випускників працюють у Нью-Йорку, Іллінойсі, Мічигані, Каліфорнії та Вашингтоні, округ Колумбія 
97,2% випускників складають адвокатський іспит з першої спроби.
У 2023 році вартість навчання становила 69 808 доларів США, а річна вартість відвідування – 92 628 доларів США (навчання плюс витрати на проживання).

## Відомі викладачі

### Нинішні
- Теодор Дж. Сент-Антуан, почесний декан – філософ права та вчений із трудового права
- Семюель Баґенстос – конституційний вчений і експерт з прав осіб з обмеженими можливостями
- Еван Камінкер, почесний декан – науковець з конституційного права
- Едвард Г. Купер – вчений з цивільного процесу
- Стівен П. Кролі – експерт з адміністративного та регуляторного права
- Дональд Дакет - почесний практикуючий викладач права
- Фібі К. Елсворт – вчений у галузі права та психології
- Семюел Р. Ґрос – експерт з кримінального права, якого широко цитують за роботу над переглядами вироків
- Деніел Гальберстам – дослідник порівняльного конституційного права, транснаціонального права та європейського права
- Джеймс К. Гетевей – міжнародний експерт із права біженців та вчений у галузі міжнародного публічного права
- Джон Гадсон – англійський історик права
- Еллен Д. Кац – дослідник виборчих прав і виборчого закондавства
- Томас Е. Каупер – вчений майнового права та антимонопольного права
- Вікрамадітя Кханна – експерт з міжнародного комерційного права та законодавства Індії
- Джеймс Е. Крієр – вчений із права власності
- Джессіка Літман – дослідник інтелектуальної власності
- Кайл Д. Лоґ – дослідник і страхування, податків і приватного права
- Кетрін Маккінон – теоретик фемінізму, вчений та активіст
- Барбара Маккуейд – федеральний прокурор  у східному окрузі Мічигану з 2010 по 2017 рік
- Джон А.Е. Поттоу – вчений у галузі міжнародного комерційного права, банкрутства та споживчих фінансів
- Річард Праймус – конституційний теоретик
- Маргарет Радін – філософ права, теоретик договору та власності
- Марго Шлангер – вчений із захисту громадянських прав і засновник Інформаційного центру цивільних прав
- Ребекка Дж. Скотт – історик права
- Бруно Сімма – німецький експерт з міжнародного права; працював суддею Міжнародного суду з 2003 по 2012 рік
- Марк Д. Вест  – декан і професор права, дослідник міжнародного комерційного права, кримінального права та права Японії
- Джеймс Бойд Вайт – засновник руху «Право і література».
- Джеймс Дж. Вайт – експерт з комерційного права

### Колишні
- Нетан Ебботт – колишній декан Стенфордської школи права та дослідник права власності
- Т. Александр Алейнікофф – вчений-міжнародник і колишній декан Юридичного центру Джорджтаунського університету
- Омрі Бен-Шахар – професор права
- Лі Боллінджер – колишній президент Колумбійського університету, колишній президент Мічиганського університету
- Генрі Біллінґс Браун – суддя Верховного суду США
- Томас М. Кулі – юрист і голова Верховного суду Мічигану
- Гаррі Т. Едвардс – старший суддя Апеляційного суду США округу Колумбія
- Гайді Лі Фельдман – професор права
- Герберт Функ Ґудріч – суддя Апеляційного суду Третього округу США та колишній декан Пенсільванської школи права
- Гаррі Гатчінс – четвертий президент Мічиганського університету
- Чарльз Вікліф Джойнер – суддя федерального окружного суду Східного округу Мічигану
- Єль Камісар, почесний професор — експерт з кримінального права та процесу (відомий як «батько Міранди» через його впливову роль у знаковому рішенні Верховного суду США у справі «Міранда проти Аризони» (1966 р.)).
- Дуґлас Лейкок – конституційний юрист
- Дебра Енн Лівінґстон – суддя  Апеляційного суду Другого округу США
- Вейд Г. Маккрі – перший афроамериканець, призначений до Апеляційного суду Шостого округу США
- Джон В. Рід – експерт з цивільного процесу
- Генрі Вейд Роджерс – колишній суддя  Апеляційного суду Другого округу США
- Лоуренс Г. Сейджер – конституційний теоретик і колишній декан Школи права Техаського університету
- Джозеф Сакс – дослідник екологічного права, відомий розробкою доктрини громадської довіри
- Джоел Селіґмен – президент Рочестерського університету
- А. В. Б. Сімпсон – британський історик права
- Скотт Дж. Шапіро – філософ права
- Девід С. Тейтел – суддя Апеляційного суду  округу Колумбія
- Елізабет Воррен – експерт з банкрутства та старший сенатор США від Массачусетсу
- Джозеф Г.Г. Вайлер – експерт з європейського права

## Видатні випускники
- Джон Роберт Браун — суддя апеляційного суду п'ятого округу Сполучених Штатів
- Майкл Т. Кегілл — декан Бруклінської школи права
- Роджер Картер (магістр права, 1968) — декан юридичного коледжу Саскачеванського університету ; нагороджений орденом Канади[26]
- Вільям В. Кук — широко цитований автор підручників з корпоративного права; донор чотирикутника Мічигану
- Енн Колтер — консервативний автор і коментатор.
- Джордан Гарбінджер — диктор і ведучий ток-шоу.
- Джордж Крокетт молодший — борець за громадянські права; допоміг заснувати Національну гільдію юристів. Перший афроамериканський юрист, найнятий Міністерством праці, суддя Детройтського суду рікордера 1966–74; члени Палати представників США 1980—1991 рр.[27]
- Кларенс Дерроу — відомий адвокат; адвокат у «Мавпячих процесах» і справі Леопольда та Льоба
- Вільям Р. Дей — державний секретар Сполучених Штатів, 1898; суддя Верховного суду США, 1903—1922
- Джон Фейкенс — політик і суддя зі штату Мічиган США. Він був старшим суддею федерального окружного суду Східного округу штату Мічиган (1986—2011).
- Гарольд Форд молодший — колишній член Палати представників США від Теннессі ; Голова Ради демократичного лідерства[28]
- Річард Гефардт — член Палати представників США від Міссурі (1977—2005). Обіймав посаду лідера більшості в Палаті представників США з 1989 по 1995 рік і лідера меншості з 1995 по 2003 рік[29]
- Рональд М. Ґулд — суддя Апеляційного суду дев'ятого округу США[30]
- Джеймс П. Гоффа — президент Міжнародного братства водіїв вантажівок.
- Сада Джейкобсон — срібний та бронзовий призер Олімпійських ігор з фехтування
- Валері Джарретт — старший радник президента Барака Обами
- Амалія Лайл Кірс — суддя, Апеляційного суду Другого округу США.[31]
- Корнелія Грофсема Кеннеді — старший суддя (1999—2014), Апеляційний суд Шостого округу США[32]
- Реймонд Кетледж — старший суддя Апеляційного суду Шостого округу США.
- Френк Мьорфі — генеральний прокурор США, 1939, і суддя Верховного суду США, 1940—1949[33]
- Роб Портман — сенатор США від Огайо ;[34] колишній директор Управління та бюджету
- Бранч Рікі — виконавчий директор Вищої бейсбольної ліги та лауреат Національної зали слави бейсболу ; створив сучасну систему нижчих ліг і підписав контракт із Джекі Робінсоном, подолавши расовий бар'єр у спорті 20-го століття
- Річард Ріордан — мер Лос-Анджелеса, 1993—2001
- Кен Салазар — колишній сенатор США від Колорадо та міністр внутрішніх справ США, 2009—2013 рр.[35]
- Рік Снайдер — колишній генеральний директор компанії-виробника комп'ютерів Gateway; колишній губернатор Мічигану[36]
- Джордж Сазерленд — суддя Верховного суду США[37]
- Джон Д. Волкер — суддя Верховного суду Мічигану ; автор «Анатомії вбивства».
- Мозес Флітвуд Вокер (1881—1882) — бейсболіст і автор; перший афроамериканець, який грав у професійний бейсбол вищої ліги
- Сара Кілґор Вертман — уроджена Сара Кіллґор, перша жінка, яка була прийнята до адвокатури будь-якого штату Сполучених Штатів Америки.
- Сем Зелл — магнат-девелопер нерухомості; засновник інвестиційної девелоперської компанії EQ Office; колишній голова Національної асоціації інвестиційних фондів нерухомості та голова та мажоритарний власник медіакомпанії Tribune; мільярдер
- Марта Гріффітс — американська юристка та суддя, обрана до Палати представників США
- Пол Кемп — американський юрист та письменник в жанрі фентезі